# Koen Naert
Koen Naert (* 3. září 1989, Roeselare) je belgický atlet, běžec, který se věnuje dlouhým tratím, zejména maratonu.

## Sportovní kariéra
V letech 2012 a 2014 startoval na mistrovství Evropy v běhu na 10 000 metrů, vždy obsadil jedenácté místo. V následujících sezónách se orientoval na maraton. Při berlínském maratonu v roce 2015 obsadil sedmé místo. V olympijském závodě v Rio de Janeiro doběhl na 22. místě. Jeho největším úspěchem se stal titul mistra Evropy v Berlíně v osobním rekordu 2:09:51.